# برایان جانسن
برایان جانسن (به انگلیسی: Brian Johnson) موسیقی‌دان انگلیسی است که بیشتر به عنوان خواننده و ترانه سرای گروه هارد راک ای‌سی/دی‌سی شناخته می‌شود.

## درباره
برایان جانسن خوانندگی را در سال ۱۹۷۲ در گروه گلم متال جوردی شروع کرد.
وی پس از مرگ بان اسکات خواننده‌ی قبلی گروه در سال ۱۹۸۰ به عضویت گروه ای‌سی/دی‌سی در آمد.
در همان سال آلبوم سیاه‌پوش برگشتم را به همراه گروه ضبط کرد. این آلبوم در حال حاضر دومین آلبوم پرفروش در تاریخ موسیقی است.